# فلبوس أجلك
فلبوس أجلك (الاسم العلمي: Phyllobius glaucus) هو نوع من الحشرات يتبع جنس الفلبوس من فصيلة السوسية الحقيقية.